# Équipe du Brésil de football à la Coupe du monde 1990
Parcours complet de l’équipe du Brésil de football lors de la Coupe du monde de football 1990 organisée en Italie du 8 juin au 8 juillet 1990.

## Effectif
La liste des joueurs brésiliens retenus pour disputer le tournoi :
| Numéro / Nom       | Numéro / Nom       | Club                     | Date de naissance | J.              | Buts            |                 |                 |                 |
| Gardiens de but    | Gardiens de but    | Gardiens de but          | Gardiens de but   | Gardiens de but | Gardiens de but | Gardiens de but | Gardiens de but | Gardiens de but |
| ------------------ | ------------------ | ------------------------ | ----------------- | --------------- | --------------- | --------------- | --------------- | --------------- |
| 1                  | Taffarel           | Sport Club Internacional | 8 mai 1966        | 4               | 0               | 0               | 0               | 0               |
| 12                 | Acácio             | CR Vasco de Gama         | 20 janvier 1959   | 0               | 0               | 0               | 0               | 0               |
| 22                 | Zé Carlos          | CR Flamengo              | 7 février 1962    | 0               | 0               | 0               | 0               | 0               |
| Défenseurs         |                    |                          |                   |                 |                 |                 |                 |                 |
| 2                  | Jorginho           | Bayer Leverkusen         | 17 août 1964      | 4               | 0               | 1               | 0               | 0               |
| 3                  | Ricardo            | Benfica Lisbonne         | 13 décembre 1964  | 4               | 0               | 0               | 0               | 1               |
| 6                  | Branco             | FC Porto                 | 4 avril 1964      | 4               | 0               | 1               | 0               | 0               |
| 13                 | Carlos Mozer       | Olympique de Marseille   | 19 septembre 1960 | 2               | 0               | 2               | 0               | 0               |
| 14                 | Aldair             | Benfica Lisbonne         | 30 novembre 1965  | 0               | 0               | 0               | 0               | 0               |
| 19                 | Ricardo Rocha      | São Paulo FC             | 11 septembre 1962 | 2               | 0               | 1               | 0               | 0               |
| 21                 | Mauro Galvão       | Botafogo FR              | 19 décembre 1961  | 4               | 0               | 1               | 0               | 0               |
| Milieux de terrain |                    |                          |                   |                 |                 |                 |                 |                 |
| 4                  | Dunga              | AC Fiorentina            | 31 octobre 1963   | 4               | 0               | 1               | 0               | 0               |
| 5                  | Alemão             | SSC Naples               | 22 novembre 1961  | 4               | 0               | 0               | 0               | 0               |
| 7                  | Bismarck           | CR Vasco da Gama         | 11 novembre 1969  | 0               | 0               | 0               | 0               | 0               |
| 8                  | Valdo              | Benfica Lisbonne         | 12 janvier 1964   | 4               | 0               | 0               | 0               | 0               |
| 10                 | Silas              | Central Español FC       | 27 août 1965      | 3               | 0               | 0               | 0               | 0               |
| 18                 | Mazinho            | CR Vasco da Gama         | 8 avril 1966      | 0               | 0               | 0               | 0               | 0               |
| 20                 | Tita               | CR Vasco da Gama         | 1er avril 1958    | 0               | 0               | 0               | 0               | 0               |
| Attaquants         |                    |                          |                   |                 |                 |                 |                 |                 |
| 9                  | Careca             | SSC Naples               | 5 octobre 1960    | 4               | 2               | 0               | 0               | 0               |
| 11                 | Romário            | PSV Eindhoven            | 2 janvier 1966    | 1               | 0               | 0               | 0               | 0               |
| 15                 | Müller             | Torino FC                | 31 janvier 1966   | 4               | 2               | 0               | 0               | 0               |
| 16                 | Bebeto             | CR Vasco da Gama         | 16 février 1964   | 1               | 0               | 0               | 0               | 0               |
| 17                 | Renato Gaúcho      | CR Flamengo              | 9 septembre 1962  | 1               | 0               | 0               | 0               | 0               |
| Sélectionneur      |                    |                          |                   |                 |                 |                 |                 |                 |
|                    | Sebastião Lazaroni |                          | 25 septembre 1950 |                 |                 |                 |                 |                 |

## Qualification
| Rang | Équipe    | Pts | J | G | N | P | Bp | Bc | Diff |  | Résultats (▼ dom., ► ext.) |     |     |     |
| ---- | --------- | --- | - | - | - | - | -- | -- | ---- |  | -------------------------- | --- | --- | --- |
| 1    | Brésil    | 7   | 4 | 3 | 1 | 0 | 13 | 1  | +12  |  | Brésil                     |     | 2-0 | 6-0 |
| 2    | Chili     | 5   | 4 | 2 | 1 | 1 | 9  | 4  | +5   |  | Chili                      | 1-1 |     | 5-0 |
| 3    | Venezuela | 0   | 4 | 0 | 0 | 4 | 1  | 18 | -17  |  | Venezuela                  | 0-4 | 1-3 |     |

## Phase finale

### Premier tour - groupe C
| Classement |            |     |   |   |   |   |    |    |      |
|            | Équipe     | Pts | J | G | N | P | BP | BC | Diff |
| 1          | Brésil     | 6   | 3 | 3 | 0 | 0 | 4  | 1  | +3   |
| 2          | Costa Rica | 4   | 3 | 2 | 0 | 1 | 3  | 2  | +1   |
| 3          | Écosse     | 2   | 3 | 1 | 0 | 2 | 2  | 3  | -1   |
| 4          | Suède      | 0   | 3 | 0 | 0 | 3 | 3  | 6  | -3   |

| 10 juin 1990                      | Brésil          | 2 - 1   | Suède      | Stadio delle Alpi, Turin                       |                                                |
| 21:00 · Historique des rencontres | Careca 40e, 63e | (1 - 0) | Brolin 79e | Spectateurs : 62 628 Arbitrage : Tullio Lanese | Spectateurs : 62 628 Arbitrage : Tullio Lanese |
| 21:00 · Historique des rencontres | (Rapport)       |         |            | Spectateurs : 62 628 Arbitrage : Tullio Lanese | Spectateurs : 62 628 Arbitrage : Tullio Lanese |

| 16 juin 1990                      | Brésil     | 1 - 0   | Costa Rica | Stadio delle Alpi, Turin                     |                                              |
| 17:00 · Historique des rencontres | Müller 33e | (1 - 0) |            | Spectateurs : 58 007 Arbitrage : Naji Jouini | Spectateurs : 58 007 Arbitrage : Naji Jouini |
| 17:00 · Historique des rencontres | (Rapport)  |         |            | Spectateurs : 58 007 Arbitrage : Naji Jouini | Spectateurs : 58 007 Arbitrage : Naji Jouini |

| 20 juin 1990                      | Brésil     | 1 - 0   | Écosse | Stadio delle Alpi, Turin                     |                                              |
| 21:00 · Historique des rencontres | Müller 82e | (0 - 0) |        | Spectateurs : 62 502 Arbitrage : Helmut Kohl | Spectateurs : 62 502 Arbitrage : Helmut Kohl |
| 21:00 · Historique des rencontres | (Rapport)  |         |        | Spectateurs : 62 502 Arbitrage : Helmut Kohl | Spectateurs : 62 502 Arbitrage : Helmut Kohl |

### Huitième de finale
| 24 juin 1990                      | Argentine    | 1 - 0   | Brésil | Stadio delle Alpi, Turin                      |                                               |
| 17:00 · Historique des rencontres | Caniggia 80e | (0 - 0) |        | Spectateurs : 61 381 Arbitrage : Joël Quiniou | Spectateurs : 61 381 Arbitrage : Joël Quiniou |
| 17:00 · Historique des rencontres | (Rapport)    |         |        | Spectateurs : 61 381 Arbitrage : Joël Quiniou | Spectateurs : 61 381 Arbitrage : Joël Quiniou |

Le Brésil est, contre toute attente éliminé; dès les huitièmes de finale de la Coupe du monde 1990. Le sélectionneur Lazaroni est limogé par la CBF, la Fédération du Brésil de football.

### Buteurs
| Pos | Joueur | Pays   | Buts |
| --- | ------ | ------ | ---- |
| 1   | Careca | Brésil | 2    |
| 1   | Müller | Brésil | 2    |